# Os Livros da Magia
Os Livros da Magia (no original em inglês, The Books of Magic) é uma minissérie de histórias em quadrinhos escrita por Neil Gaiman com arte de John Bolton, Charles Vess, Scott Hampton e Paul Johnson publicada pela DC Comics, entre 1990 e 1991. Uma das obras que antecederam a criação da linha editorial "Vertigo", dedicada à histórias em quadrinhos americanas para o público adulto, a minissérie posteriormente daria origem a uma série mensal homônima, escrita por John Ney Rieber, tendo 70 edições publicadas entre 1994 e 2000. O protagonista, Timothy Hunter, é um garoto de 13 anos que descobre ter potencial para se tornar "o maior mago da Era Moderna". Enquanto a minissérie de Gaiman narrava o personagem e os eventos relacionados à essa descoberta, a série de Ney Rieber acompanhou o seu crescimento.
Em 1992, a minissérie original foi indicada ao Eisner Award de "Melhor Minissérie" e, em 1995, a série de Rieber foi indicada ao prêmio na categoria "Melhor Série".